# جمعیت شاغل
جمعیت شاغل به تعداد افراد شاغل گفته می‌شود.
شاغل از دیدگاه مرکز آمار ایران، فردی بالای ۱۰ سال است که در هفتهٔ آمارگیری حداقل یک ساعت کار کرده باشد یا به طور موقت کارش را ترک کرده باشد. مجموعهٔ افراد شاغل به دو بخش خوداشتغالان و مزدبگیران تقسیم می‌شود.